# João Costa (atirador desportivo)
João Carlos Calvete Pereira da Costa (Luanda, 28 de outubro de 1964) é um atirador desportivo português que competiu nos Jogos Olímpicos de Verão de 2000, 2004, 2008, 2012 e 2016 representando Portugal.
Campeão nacional individual mais de 80 vezes e ainda activo tendo começado a atirar federado em 1992.
Inicialmente atleta da A.N.1º de Maio e desde 2013 atleta do SCP.
Militar de profissão, João Costa é como atleta um dos maiores atiradores de sempre em Portugal.
Federado a partir de 1992, é mestre em Pistola de Ar Comprimido, Pistola 50 metros, Pistola de Grosso Calibre, Pistola Standard, Pistola de Guerra 9mm, Pistola Sport 9mm, Pistola Pólvora Negra e Revolver Pólvora Negra.
João Costa conquistou mais de 80 títulos nacionais nas disciplinas de Pistola de Ar Comprimido (P10m), Pistola 50 metros (P50m), Pistola de Grosso Calibre (PGC), Pistola Standard (PStd), Pistola de Guerra 9mm e Pistola Pólvora Negra, e obteve um infindável número de recordes nacionais nas mesmas disciplinas. É também recordista nacional por equipas nas modalidades que pratica.
Tendo a sua primeira internacionalização ocorrido em 1996, João Costa conta com mais de 100 presenças em grandes eventos internacionais da modalidade, destacando-se as presenças em Jogos Olímpicos:
- Sydney 2000: 7º (P10m) e 27 (P50m)
- Atenas 2004: 12º (P50m) e 17º (P10m)
- Pequim 2008: 16º (P10m) e 32º (P50m)

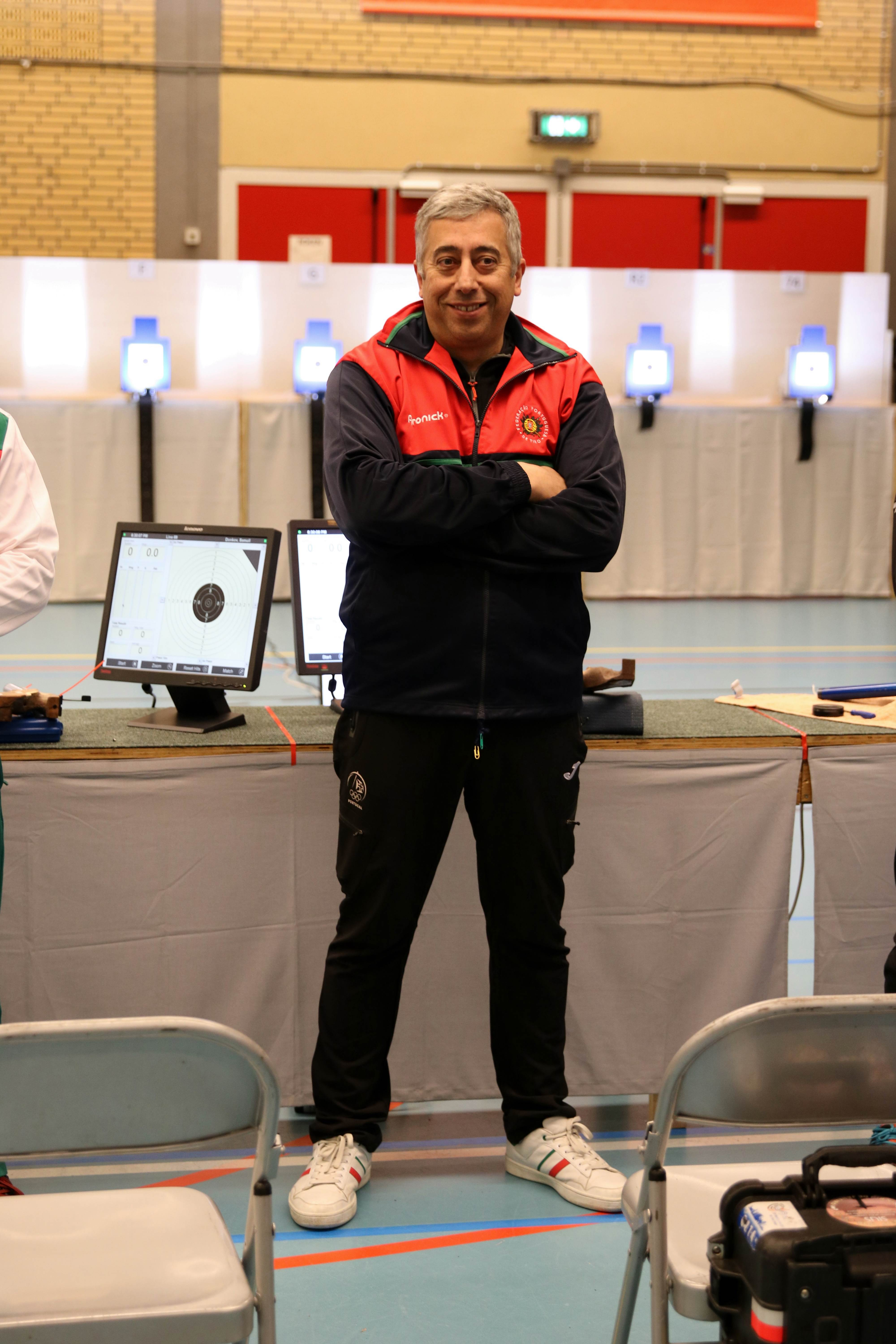

- Londres 2012: 7º (P10m) e 9º (P50m)
-Rio de Janeiro: 11º(P10) e 11º (P50m)
Das várias participações em Campeonatos do Mundo destacam-se:
- Espanha 2014: 2º (PStd)
- Alemanha 2010: 5º (PStd) e 16º (P50m)
- Espanha 2014: 2º (Pstd)
- Portugal 2010 (Polvora Preta): 4º (Kuch15)
- Barcelona 1998 9º (PPC)
Das mais de 20 participações em Campeonatos da Europa realçam-se as medalhas conquistadas:
- Medalha de Ouro: Croácia 2009 e Eslovenia 2015 (P50m) e Belgrado 2011 (PGC)
- Medalha de Bronze: Rep. Checa 2003 (P50m); Rep. Checa 2003 (PStd); Rep. Checa 2003 (PGC); Croácia 2009 (PGC) e Belgrado 2011 (P50m)
Finalmente em provas da Taça do Mundo destaque para as medalhas:
- Medalha de Prata na Final das Taças na China em 2009 (P50m)
- Medalha de Ouro: Munique 2006 (P50m) e Munique 2007 (P50m) Munich 2015 (P50m) Munich 2015 (P10m)
- Medalha de Prata: China 2006 (P50m); Munique 2006 (P10m) e Estados Unidos 2011 (P10m)
- Medalha de Bronze: Cuba 1997 (Equipas); Coreia 2001 (P10m); Itália 2002 (P10m) e Milão 2008 (P50m)
É com este curriculum absolutamente ímpar, que João Costa ingressa no Sporting em 2013 após ter representado a Naval 1º de Maio durante 20 anos.
A 28 de Maio de 2013 conquista a Medalha de Bronze em Pistola de Ar Comprimido a 10 metros, na Taça do Mundo de Munique alcançando um total de 176,9 pontos. No mesmo evento a 26 de Maio tinha sido 4º classificado em Pistola 50 metros.
João Costa, conquista a 7 de Julho de 2013 a Medalha de Prata em Pistola Livre 50 metros na Taça do Mundo em Granada - Espanha.
No Campeonato da Europa disputado em Osijek na Croácia, João Costa vence a Medalha de Prata em Pistola Livre 50 metros a 27 de Julho de 2013 e a Medalha de Bronze em Pistola Standard 25 metros a 1 de Agosto de 2013.
A 29 de Setembro de 2013 João Costa vence a Medalha de Ouro em Pistola Standard 25 metros, na etapa da Taça da Europa realizada em Saint Jean de Marsacq, França.
Nos campeonatos nacionais de ar comprimido, em Dezembro de 2013, João Costa alcança o seu 56.º título nacional em Pistola, o que o torna no português com mais títulos nacionais conquistados.
João Costa conquistou a Medalha de Bronze em Pistola a 5 de Março de 2014 no Campeonato da Europa de Ar Comprimido 10 m, que decorreu em Moscovo.
Em Maio de 2014 no decorrer do IV Campeonato Ibero-americano de Tiro Desportivo, em Buenos Aires na Argentina, João Costa conquistou o 1º lugar em Pistola Livre a 50m, com 193,9 pontos e o 1º lugar em Pistola 10m, com 202,3 pontos.
Em Julho de 2014 nos campeonatos nacionais de bala conquistou o título individual em Pistola Standard (PStd) e fez parte da equipa que deu ao Sporting os títulos em Pistola Standart (PStd) e Pistola de Percussão (PPC).
A 16 de Setembro de 2014 João Costa conquista a Medalha de Prata na prova de pistola standard a 25 metros, do Campeonato do Mundo de Tiro, disputado em Granada, Espanha. O atirador do Sporting somou 577 pontos, menos quatro do que o turco Yusuf Dikec, que se sagrou campeão mundial e mais quatro que o alemão Christian Reitz terceiro classificado.
A 12 de Outubro de 2014 em Bordéus, João Costa terminou a final da Taça da Europa no 2.º lugar em Pistola Standard a 25m com um total de 566 pontos, menos três do que o primeiro, Paal Hembre da Noruega, e mais um do que o terceiro, Stephan Trippel da Alemanha.
A 7 de Março de 2015 João Costa fazendo equipa com Joana Castelão conquistou a Medalha de Ouro na prova de AIR 50 Pistola, nos Europeus de tiro de ar comprimido, que se disputaram em Arnhem, na Holanda.
A 18 de Maio de 2015, na etapa da Taça do Mundo disputada em Fort Benning nos Estados Unidos, João Costa conquistou a medalha de bronze na prova de pistola 10m, com este resultado, o atirador do Sporting garantiu também uma vaga olímpica para Portugal.
Na etapa da Taça do Mundo em Munique, João Costa conquistou a medalha de ouro na prova de Pistola 50m com 194.7 pontos, batendo o chinês Bowen Zhang e o japonês Tomoyuki Matsuda, na sexta-feira 29 de Maio de 2015. No Domingo 31, mas agora na disciplina de Pistola 10m, o atirador leonino arrebatou nova medalha de ouro com 201.4 pontos, à frente de Matsuda e Sun Yang.
A 17 de Junho de 2015, João Costa conquistou a medalha de prata na final de Pistola 10m, dos I Jogos Europeus, realizados em Baku, no Azerbeijão. O atirador leonino fez 201,5 pontos, sendo apenas batido pelo sérvio Damir Mikec, que fez 201,8. A medalha de bronze foi para o eslovaco Juraj Tuzinksy.
A 25 de Julho de 2015, João Costa conquistou o título de campeão europeu na disciplina de Pistola 50m, no Campeonato da Europa realizado em Maribor, na Eslovénia. O atleta ‘leonino’, que se tinha qualificado para a final em 7.º lugar, com 553 pontos, venceu a final olímpica com 188,8 pontos.
A 5 de Setembro de 2015, João Costa foi segundo classificado na final da Taça do Mundo de Tiro, na categoria Pistola 10m, competição realizada em Munique, na Alemanha.
A 27 de Setembro de 2015, João Costa com 570 pontos, foi segundo na final da European Cup 25m, em pistola standard, que decorreu em Bordéus, França.
A 4 de Junho de 2016 nos campeonatos nacionais de bala conquistou o título individual em Pistola 50m e fez parte da equipa que deu ao Sporting esse mesmo título colectivamente.
A 02 Julho de 2016 nos campeonatos nacionais de bala conquistou o título individual em Pistola Standard e fez parte da equipa que deu ao Sporting esse mesmo título colectivamente.
Nos Jogos Olímpicos do Rio de Janeiro em 2016, João Costa foi 11º classificado entre 46 atiradores em Pistola de Ar Comprimido 10 m com 578 pontos, apenas a dois de se ter classificado para a final. Em Pistola Livre 50 m, com 554 pontos João Costa classificou-se novamente em 11º lugar, desta feita entre 41 atiradores e outra vez a dois pontos do acesso à final.
A 3 de Dezembro de 2016 João Costa sagrou-se mais uma vez Campeão Nacional Absoluto de Pistola 10m Ar Comprimido, fazendo também parte da equipa que conquistou o título coletivo para o Sporting.
Na prova da Taça do Mundo disputada em Munique de 17 a 24 de Maio de 2017 João Costa conquistou a Medalha de Prata na disciplina de Pistola 50 metros.
A 28 de Maio de 2017 no Campeonato Nacional de Pistola 50 m, disputado na Carreira de Tiro do Jamor, João Costa sagrou-se Campeão Nacional e ficou a uma décima de igualar o Record do Mundo em Finais. Colectivamente, integrou a equipa de Seniores Masculinos que conquistou o 6º Campeonato Nacional de P50m da História do Sporting.
Nos dias 10 e 11 de Junho disputaram-se, na Carreira de Tiro do Jamor, os Campeonatos Nacionais de Pistola Standard e de Pistola de Percussão Central, e João Costa sagrou-se Campeão Nacional nas duas disciplinas. Em termos colectivos integrou a equipa de Seniores Masculinos que conquistou o Campeonato Nacional de Pistola Standard para o  Sporting.
No 5º Campeonato Iberoamericano de Tiro que decorreu em El Salvador de 20 a 28 de Junho de 2017, João Costa conquistou os títulos de Pistola 50 metros e de Pistola 10 metros. Na mesma competição, no dia 23 de Junho João Costa superou a pontuação do recorde do mundo na final da prova de Pistola 10 m. O atirador leonino, que se classificou em 1º lugar na fase de qualificação com 574 pontos, venceu a prova com 242.3 pontos na final olímpica, fazendo uma pontuação superior à do recorde do mundo então detido pelo alemão Christian Reitz com 241.6 pontos. No entanto, este resultado não pôde ser homologado como recorde do mundo, uma vez que os mesmos apenas podem ser obtidos em provas dos Jogos Olímpicos, Campeonatos do Mundo, Taças do Mundo, Finais das Taças do Mundo, Campeonatos Continentais e Jogos Continentais.
No Campeonato da Europa de Tiro com Armas Históricas de Pólvora Preta, que de correu em Las Gabias, Espanha, de 3 a 9 de Setembro de 2017, João Costa conquistou a Medalha de Bronze na prova de Kuchenreuter com um total de 96 pontos.
Na Final da Taça da Europa de Pistola Standard a 25 metros, que se disputou em Karlstad na Suécia de 15 a 17 de Setembro de 2017,  João Costa conquistou o primeiro lugar com o registo de 573 pontos.
Nos dias 02 e 3 de Dezembro de 2017 no Campeonato Nacional de Pistola de Ar Comprimido a 10 metros, que decorreu na Carreira de Tiro do Estádio Nacional, João Costa sagrou-se Campeão Nacional em Homens Absolutos e em Homens Seniores, em termos individuais e em termos coletivos pela equipa do Sporting.
A 24 de Fevereiro de 2018 João Costa conquistou a Medalha de Bronze em Pistola de Ar Comprimido no Campeonato da Europa de Tiro a 10 metros, que decorreu em Gyor na Hungria, ao somar 218.8 pontos na final.
A 16 de Junho de 2018 João Costa sagrou-se Campeão Nacional de Pistola Standard, integrando também a equipa do Sporting que alcançou o título absoluto por equipas. No dia seguinte, o atirador do Sporting conquistou o título de Campeão Nacional de Pistola Percussão Central.
Conquistou com as cores de Portugal a Medalha de Bronze em Pistola de Ar Comprimido a 10 metros nos Jogos do Mediterrâneo de 2018, disputados em Tarragona, Espanha, de 22 de Junho a 1 de Julho, com 217 pontos.
Foi distinguido com o Prémio Stromp na categoria "Europeu" em 2013, 2018 e 2021 na categoria "Mundial" em 2014, 2022 e na categoria "Atleta" em 2015.https://www.wikisporting.com/index.php?title=Jo%C3%A3o_Costa
Em Agosto de 2022 em Pforzheim, Alemanha, ganhou duas medalhas de prata no campeonato do mundo MLAIC. Individual em pistola e revolver.
Prémios
Premio Stromp 2013, 2014, 2015, 2018, 2021 e 2022
Prémio CNID - Atleta do ano 2014
Confederação do desporto de Portugal – 2009;2011;
Medalha de mérito desportivo Figueira da Foz 2001
Jornal de Coimbra atleta do ano e prémio carreira